# Onychogalea
Onychogalea é um gênero marsupial da família Macropodidae.

## Espécies
- Onychogalea fraenata (Gould, 1841)
- †Onychogalea lunata (Gould, 1841)
- Onychogalea unguifera (Gould, 1841)